# Haicheng He
Haicheng He (kinesiska: 海城河) är ett vattendrag i Kina. Det ligger i provinsen Liaoning, i den nordöstra delen av landet, omkring 120 kilometer sydväst om provinshuvudstaden Shenyang.
Genomsnittlig årsnederbörd är 976 millimeter. Den regnigaste månaden är juli, med i genomsnitt 249 mm nederbörd, och den torraste är januari, med 7 mm nederbörd.